# Estero Putú
El estero Putú es un curso natural de agua de la Región del Maule que nace en las estribaciones occidentales de la cordillera de la Costa, fluye hacia el oeste y se sume en marismas anteriores al océano Pacífico.
(No confundir con el estero Pudú, afluente del río Hunchullami.)

## Trayecto
En el mapa de las FF. AA. de EE. UU., aparece como la continuación del estero Quillayes.

## Régimen y caudal
Las cuencas litorales entre el río Mataquito y el río Maule tienen un régimen pluvial.: 10 

## Historia
Luis Risopatrón lo describe en su Diccionario Jeográfico de Chile de 1924:: 721 
Putú (Estero de) 35° 10' 72° 19' Es poco caudaloso, de aguas claras i trasparentes, baja de la serranía del E de la aldea del mismo nombre i se pierde en la marisma de la costa del mar, al S de la desembocadura del estero de Huenchullami. 2, 5, p. 119; 62, II, p. 19; 63, p. 331: i 156; i riachuelo en 155, p. 604.